# Миховце
Миховце (словен. Mihovce) — поселення в общині Кидричево, Подравський регіон‎, Словенія.